# Anguipede

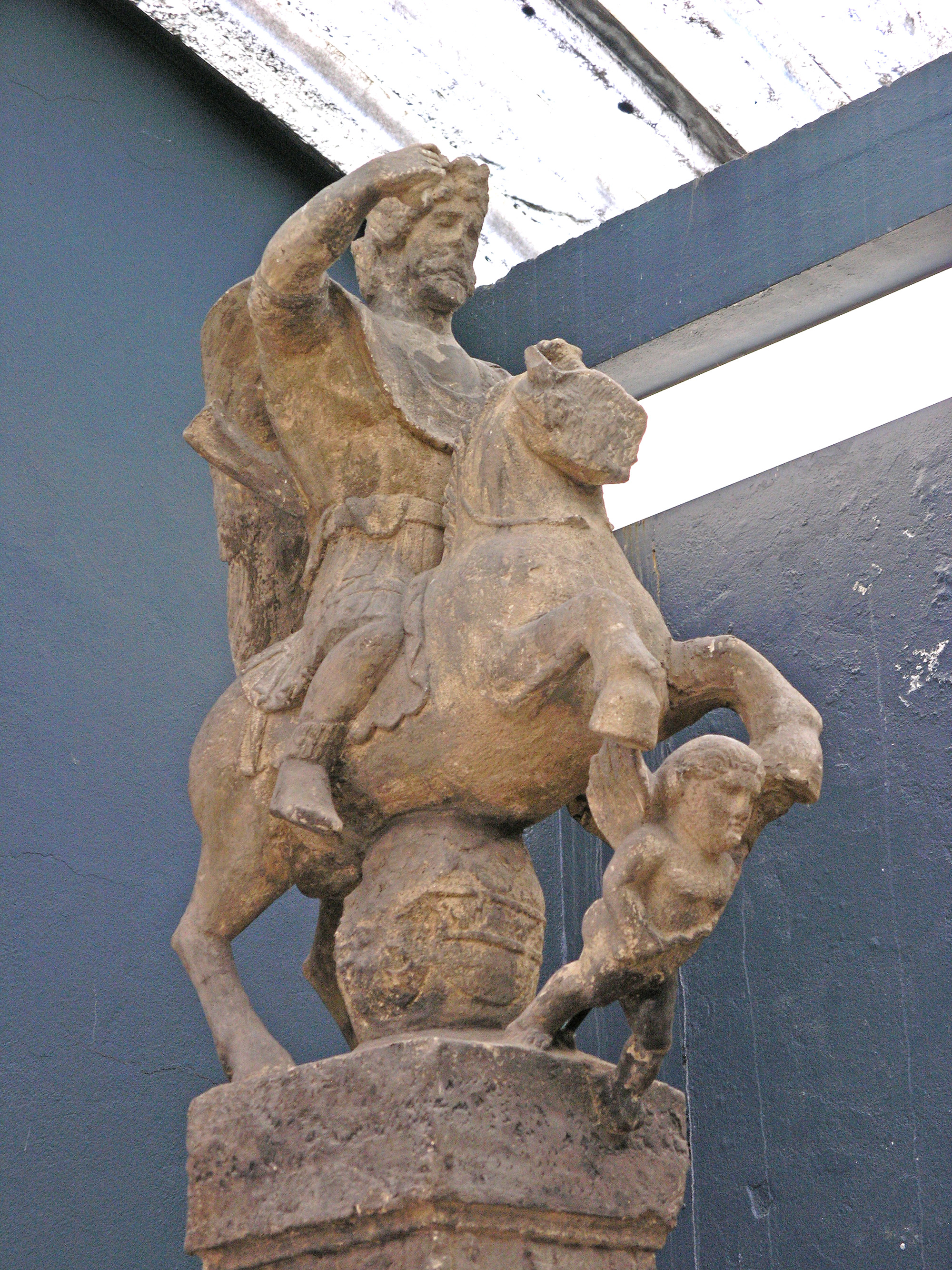
Statua di Giove con anguipede, scoperta a Grand ed esposta al Museo della Lorena di Nancy

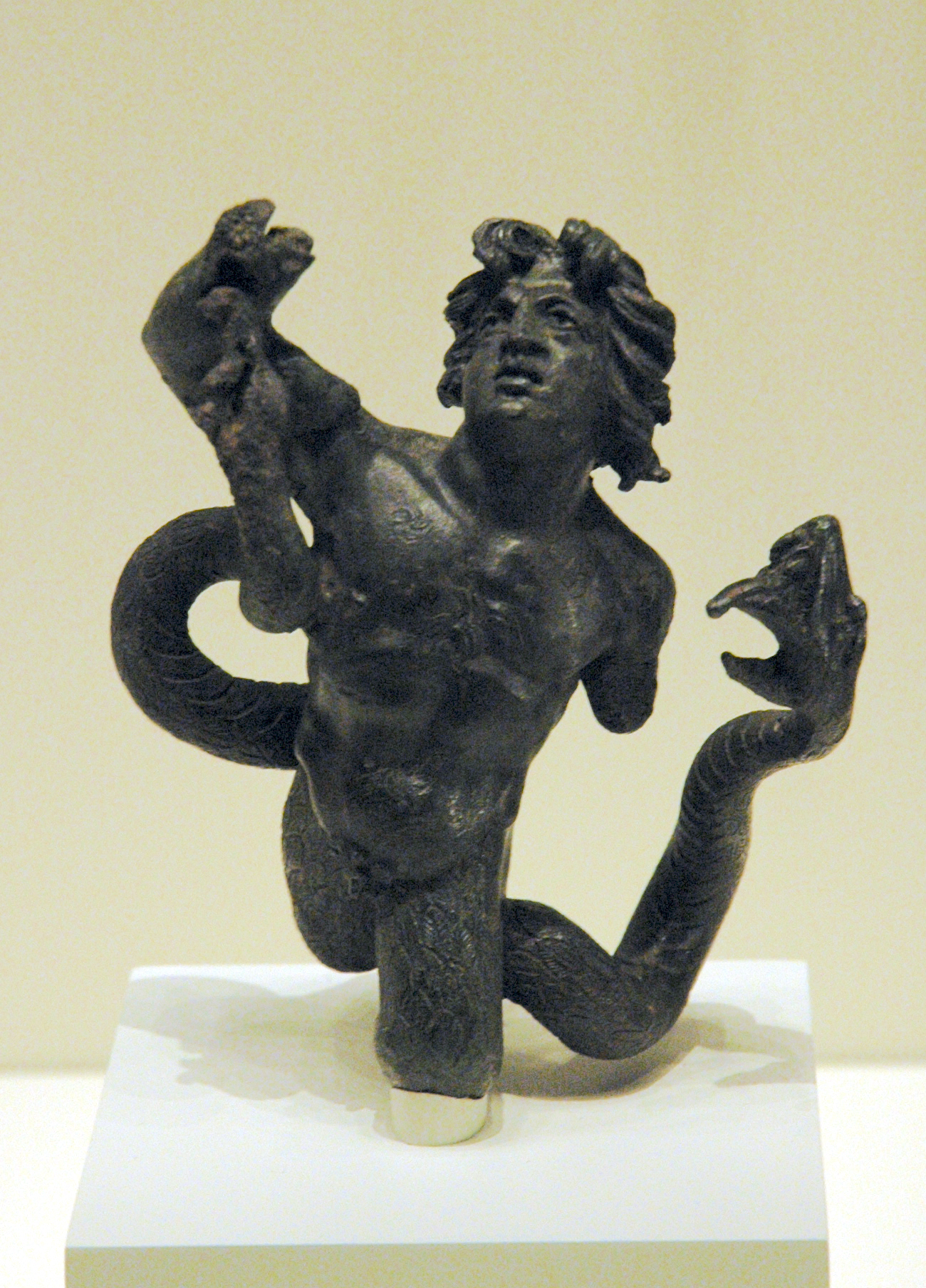
Anguipede Gigante. Statuetta romana in bronzo, fine del Duecento.

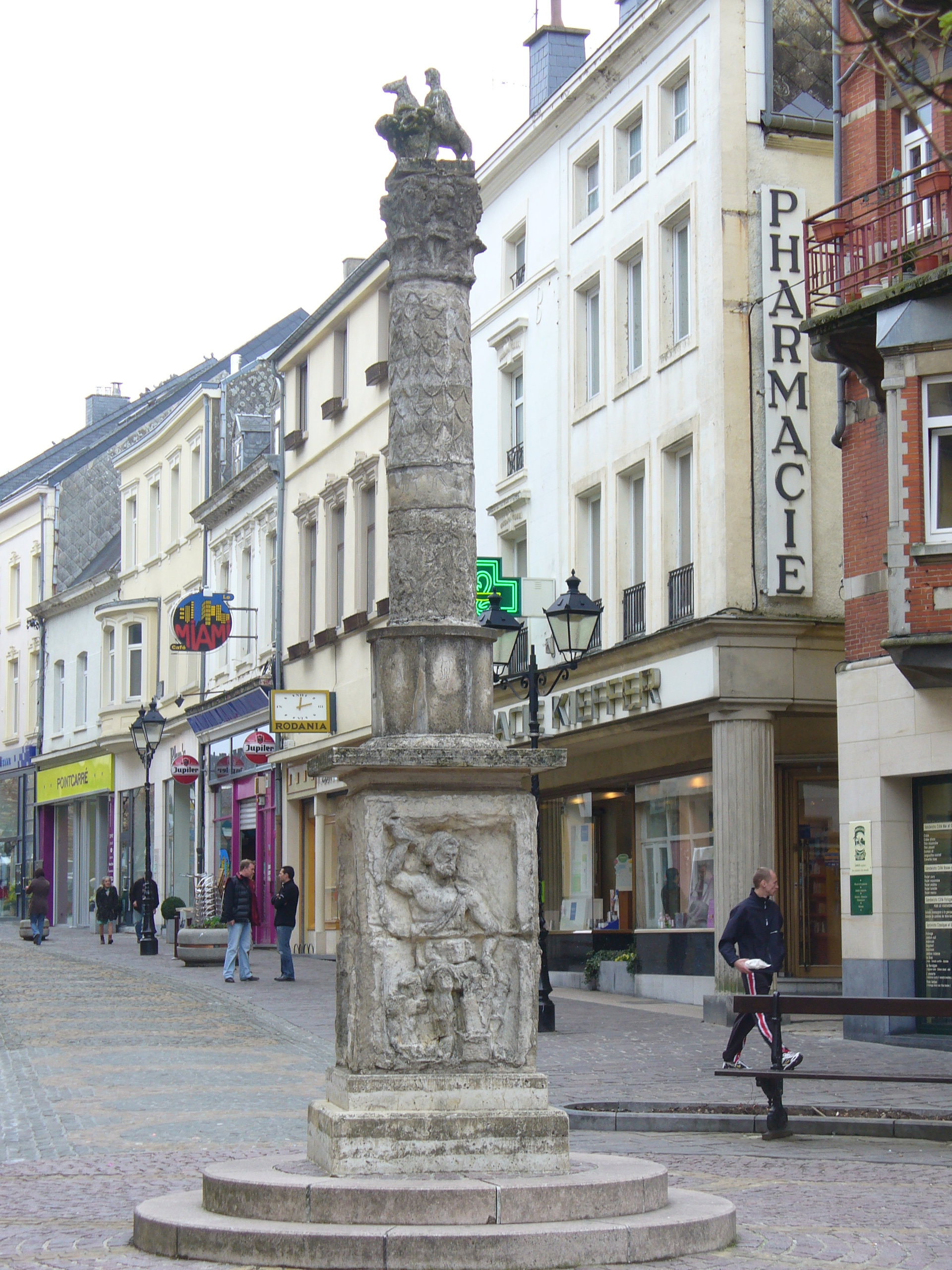
Colonna gallo-romana di Giove con anguipede, ad Arlon (Belgio).

Un anguipede è una creatura leggendaria della mitologia gallica il cui corpo termina con una coda di serpente.

## Descrizione
Equivalente al demone Abraxas, questo personaggio simboleggia le forme del male originatesi dalla Terra. Le cavalier à l'anguipède (« il cavaliere con l'anguipede ») rappresenta un gruppo scultoreo di epoca gallo-romana, tipico del pantheon gallico. Raffigura uno strano guerriero divino (paragonabile anche al dio Taranis) ritto sul cavallo impennato che calpesta sotto gli zoccoli un gigante deforme le cui gambe atrofizzate terminano con la coda di un pesce o di un serpente.
Secondo un filologo italiano, il fu Giorgio Padoan (1933-1999): «figli di Gea, nati dal sangue di Urano (per vari mitografi dal sangue dei titani), i giganti furono generati per vendicare i titani rinchiusi da Zeus nel Tartaro. Mostri dalla forma umana, ma di statura straordinaria, e anguipedi.».
Nel mondo gallico, prima dell'identificazione con Giove da parte dei Romani, Sucellos era la divinità barbuta dal maglio associata alla scena del cavaliere con l'anguipede, rappresentando quindi la vittoria della nobiltà celeste sulla morte oscura.

## Luoghi di scoperte archeologiche
Tali statue sono molto diffuse nell'est della Francia, come ad esempio a Grand, la colonna di Merten (vicino a Metz) e il sito di Donon (cinque cavalieri con anguipede, altri tre su colonne). Altre due colonne sono site a ciascuna estremità del collegamento terrestre tra la Saona e la Mosella, cioè a Corre e a Portieux.
Altre statue sono state ritrovate a Corseul, Plouaret e Saint-Méloir-des-Bois (Côtes-d'Armor), a Neschers e Riom (Puy-de-Dôme), a Briec, Landudal, Plobannalec e Plomelin (Finistère), e a Steinbourg (Basso Reno). È stato rinvenuto un recinto preposto per tale culto a Bavilliers, vicino a Belfort. Questa rappresentazione compare anche sugli aurei di bottega di Iantinon (Meaux), che mostrano un Giove tonante (cavaliere con anguipede) ed Ercole seduto e che celebrano la vittoria di Massimiano Ercole contro i Bagaudi nel 286.

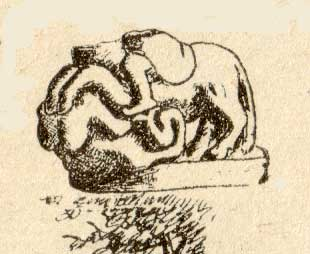
L'anguipede posto sotto il portico della chiesa di Notre-Dame-de-la-Bonne-Nouvelle a Plouaret (disegno dallo storico bretone Henri Frotier de La Messelière, 1876-1965)

Scoperte generalmente durante gli scavi archeologici, queste strane sculture sono oggi conservate in musei che le tutelano e le presentano come preziose testimonianze artistiche di un antico patrimonio religioso scomparso. Alcuni di essi si trovano :
- a Metz, musei della Cour d'Or
- a Nancy, Museo della Lorena[10]
- a Épinal, museo Grand Est[11]
- a Vaison-la-Romaine, museo archeologico (altare del mostro anguipede)

## Origini antichissime

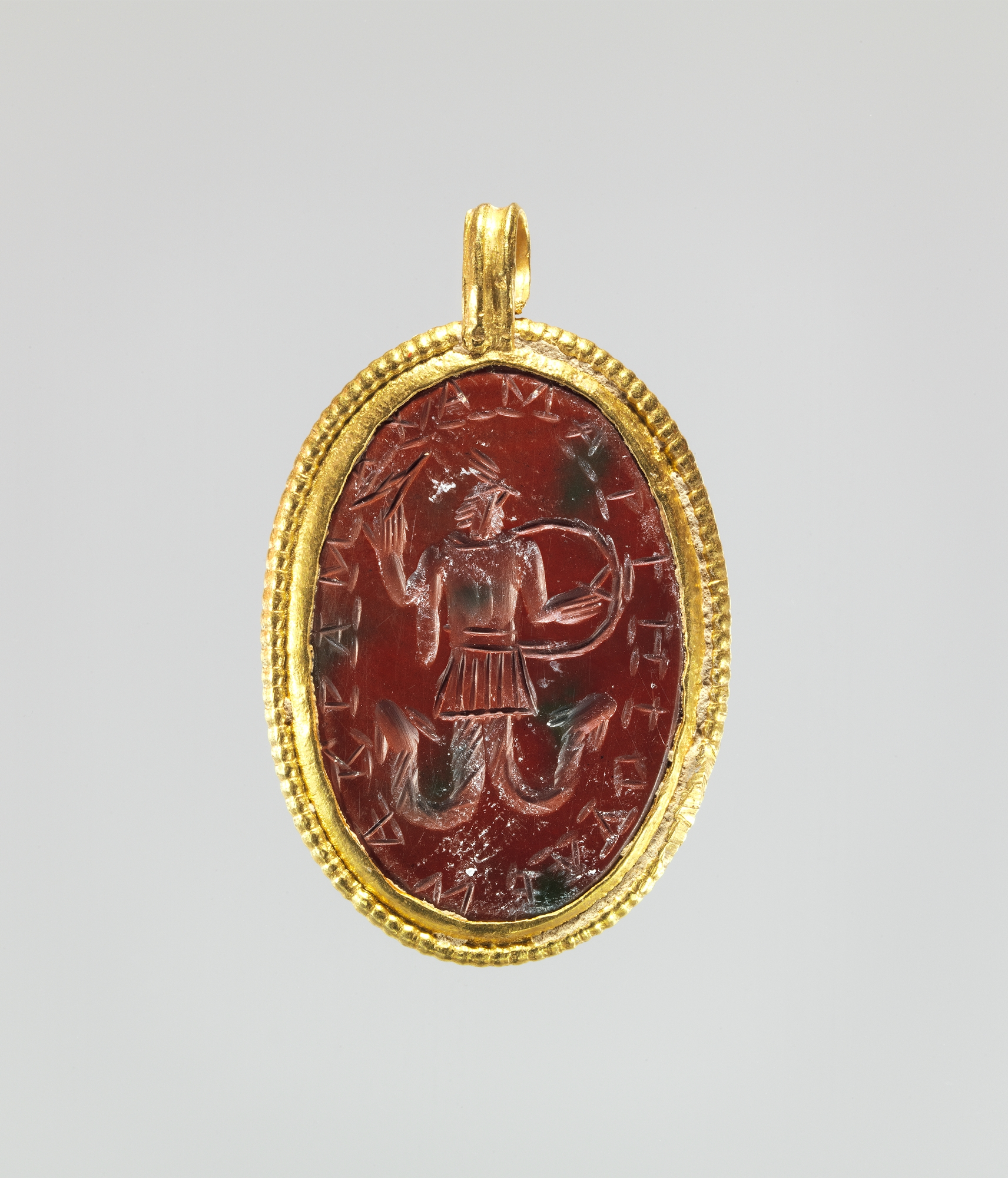
Anguipede romano dalla testa di gallo, intaglio di diaspro, secolo I o II. (dal Metropolitan Museum of Art, N° inventario 95.15.1)

In un articolo del 1986, l'accademica belga Berthe Rantz ci spiega la lontananza, sia nel tempo che nella distanza, delle origini dell'anguipede:
(Berthe Rantz, Un bas-relief surnommé « Semini »)

## I successori dell'anguipede

### Draghi medievali
Con l'avvento della cultura cristiana che annunciava il Medioevo europeo, rappresentazioni cristiane, il drago avrebbe preso il posto della figura anguipede dell'Antichità. Così, come lo presenta l'accademico svizzero Emmanuel Abetel:
(Abetel (E.), La gigantomachie de Lousonna‑Vidy seguita di Considérations sur la transmission du motif de l’anguipède (p. 126) – Losanna : Università, 2007.)

### Giganti rinascimentali
Le figure occupate dagli antichi anguipedi furono sostituite da draghi come allegorie medievali dell'antico paganesimo, poi da giganti durante il Rinascimento. Così il gigante anguipede cavalcando una gigantesca giumenta, ispirò lo scrittore del rinascimento francese, François Rabelais per la Grande Giumenta, cavalcatura del suo gigante Gargantua.